# Johan Christian Kitzling
Johan(n) Christian Kitzling (Kiszling) (født ca. 1748 i Sachsen, død 10. august 1816 i Kalundborg) var en dansk arkitekt.
Johan Christian Kitzling virkede som tømrermester i Kalundborg, hvor han også døde og er begravet. Meget lidt vides om hans liv, men i årene 1782-84 opførte han en ny hovedbygning på Svenstrup for vicelandsdommer Jens Bruun de Neergaard. Svenstrup er udformet som et trefløjet anlæg opført med ydermure i mursten, der er pudsede og kalkede i en hvidlig-lysegul farve, og beklædt med sandstensudsmykninger omkring hovedportal og vinduer. Hovedfløjen har en midtrisalit med attika, vaser og slægtens våben udført i sandsten og modelleret over Nicolas-Henri Jardins forbilleder. 
Det er tvivlsomt, om Kitzling selv kan have tegnet kompositionen til herregården, da alle periodens øvrige klassicistiske herregårde blev tegnet af håndværkere eller bygmestre, som havde frekventeret Kunstakademiet og lært af Jardin ellers C.F. Harsdorff. Enten savnes der oplysninger om hans uddannelse, eller også må han have samarbejdet med andre om udformningen af Svenstrup.
Han var gift med Anna Hedvig Blænmers (født ca. 1750, død 27. marts 1824 i Kalundborg).